# FM 음악공감
FM 음악공감은 Cpbc FM에서 방송되었던 클래식 음악 전문 라디오 프로그램이다.

## 역사
1990년 4월 15일 Cpbc FM 개국과 함께 《평화음악실》로 방송을 시작하여, 2005년 4월 18일에 "FM 음악공감"으로 제목이 변경되어 역대로 시간대가 변경되어 방송되었으나, 2020년 8월 16일 방송을 마지막으로 30년만에 폐지되었다.

## 역대 방송시간
| 방송 채널 | 방송 기간                           | 방송 시간                                                                       | 제목        |
| --------- | ----------------------------------- | ------------------------------------------------------------------------------- | ----------- |
| Cpbc FM   | 1990년 4월 15일 ~ 2001년 10월 21일  | 매일 오전 9:05 ~ 오전 10:00                                                     | 평화음악실  |
| Cpbc FM   | 2001년 10월 22일 ~ 2002년 10월 19일 | 월~토요일 오전 9:05 ~ 오전 10:00 (1부), 월~토요일 오전 10:05 ~ 오전 11:00 (2부) | 평화음악실  |
| Cpbc FM   | 2002년 10월 21일 ~ 2003년 4월 20일  | 매일 오전 9:00 ~ 오전 10:00                                                     | 평화음악실  |
| Cpbc FM   | 2004년 10월 18일 ~ 2005년 4월 17일  | 매일 오전 9:00 ~ 오전 10:00                                                     | 평화음악실  |
| Cpbc FM   | 2003년 4월 21일 ~ 2004년 10월 16일  | 월~토요일 오전 9:00 ~ 오전 10:00                                                | 평화음악실  |
| Cpbc FM   | 2005년 4월 18일 ~ 2007년 4월 15일   | 매일 오전 9:05 ~ 오전 11:00                                                     | FM 음악공감 |
| Cpbc FM   | 2013년 10월 21일 ~ 2014년 10월 19일 | 매일 오전 9:05 ~ 오전 11:00                                                     | FM 음악공감 |
| Cpbc FM   | 2007년 4월 16일 ~ 2013년 10월 20일  | 매일 오전 9:00 ~ 오전 11:00                                                     | FM 음악공감 |
| Cpbc FM   | 2014년 10월 20일 ~ 2016년 11월 26일 | 월~토요일 오전 9:05 ~ 오전 11:00                                                | FM 음악공감 |
| Cpbc FM   | 2016년 11월 28일 ~ 2018년 12월 1일  | 월~토요일 오전 9:00 ~ 오전 11:00                                                | FM 음악공감 |
| Cpbc FM   | 2018년 12월 3일 ~ 2019년 6월 1일    | 월~토요일 오전 10:00 ~ 낮 12:00                                                 | FM 음악공감 |
| Cpbc FM   | 2019년 6월 3일 ~ 2020년 6월 27일    | 평일 밤 10:05 ~ 밤 12:00, 토요일 밤 10:00 ~ 밤 12:00                            | FM 음악공감 |
| Cpbc FM   | 2020년 6월 29일 ~ 2020년 8월 16일   | 평일 밤 10:05 ~ 밤 12:00, 주말 밤 10:00 ~ 밤 12:00                              | FM 음악공감 |

## 지역방송국 일요일 자체 프로그램
다음 지역 방송국 프로그램은 1부 시간대인, 매주 일요일 밤 10시에 방송된다. 2부는 전국방송이다.
| 방송국                  | 프로그램 타이틀          | 진행자          | 주파수                                                   |
| ----------------------- | ------------------------ | --------------- | -------------------------------------------------------- |
| cpbc 부산가톨릭평화방송 | 세실리아의 달콤한 클래식 | 김유진 세실리아 | FM 101.1㎒ (부산), FM 101.5㎒ (서부산), FM 94.3㎒ (울산) |